# Elaphoidella franci
Elaphoidella franci é uma espécie de crustáceo da família Canthocamptidae.
É endémica da Eslovénia.